# Таджикские имена
Таджикские имена — имена, распространенные среди таджиков, на территории Таджикистана, Узбекистана и Афганистана. У таджиков Таджикистана и Узбекистана полное имя состоит из трёх основных элементов — имя, отчество и фамилия.

## Личное имя
Таджикские имена, как и персидские, до начала XX века были во многом похожи на мусульманскую именную формулу. Основная часть таджикских имён имеют иранское и арабское происхождение. Многие называют своих младенцев именами географических объектов: дарё — река, Табриз, Шероз — названия городов и т. д. Также в большинстве случаев таджики называют своих детей именами своих дедов и предков, при этом, при поздравлении семьи с прибавлением, все добавляют фразу «Пусть растёт в соответствии с именем», но данный вид присвоения личного имени становится всё более редким.

## Фамилия
Таджики до введения фамилий использовали родовые имена, которые повторялись из поколения в поколения. Появление официальных фамилий возникла в конце правления Российской Империи и установления советской власти, в том числе на территории Средней Азии населённый таджикским населением, когда закон стал обязывать таджиков, как и другие народы иметь фамилии. После прихода советской власти таджикские фамилии были видоизменены (или присвоены) у большинства людей; оригинальные окончания фамилий заменялись на «-ов» (Шарипов) и «-ев» (Мухаммадиев). Также в этот период у некоторых людей всё же существовали фамилии окончания которых не имели славянское происхождение. Например: «-зода (заде)» (Махмудзода), «-и» (Айни).
После обретения независимости Таджикистана и других советских республик, среди таджикского населения этих стран возвращались и стали популярными исконно таджикские и персидские фамилии, путём изменения окончаний. В настоящее время наиболее популярными окончаниями фамилий являются: «-зода (заде)» (Латифзода), «-и» (Мансури). Также распространено изменение фамилий путём сокращения окончаний (например бывшее Эмомали Рахмонов, нынешнее — Эмомали Рахмон). Кроме данных окончаний, также используются фамилии окончания которых заканчиваются на «-ов» (Шарипов) и «-ев» (Мухаммадиев), которые в советское время были основными окончаниями фамилий.
В независимом Таджикистане произошел поддерживаемый властями отказ от русифицированных окончаний фамилий. Началом стал 2007 год, когда президент Таджикистана Эмомали Рахмонов взял фамилию «Рахмон». В 2020 году в Таджикистане был принят закон, предусматривающий замену русских окончаний фамилий («-ов/-ова», «-вич/-овна» и другие) на таджикские окончания («-пур / -духт», «-ӣ», «-зод», «-зода», «-он», «-ён / -иён», «-ниё», «-фар»). Замена окончаний по этому закону производится у следующих категорий лиц (кроме национальных меньшинств):
- получающих удостоверяющие личность документы впервые;
- желающих сменить фамилию.

## Реестр таджикских имён
В Таджикистане с недавних пор все имена детей должны соответствовать Единому реестру Комитета по языку и терминологии при Правительстве республики. Издание реестра было рекомендовано к печати решением правительства Таджикистана от 27 июля 2016 года. В нём приведено более 3000 имён, и  местные органы ЗАГС вправе отказать родителям регистрировать имена, отсутствующие в данном Реестре.

## Наиболее известные таджикские имена
Таджикские имена в основном совпадают с персидскими именами ввиду общего языка, культуры и истории этих народов. Кроме персидских имён, существуют заимствования с арабских и тюркских имён. Также популярны имена времён существования Согдианы, Бактрии и других древних исторических государств которые имеют зороастрийское происхождение. Несмотря на почти столетнее правление русских над территорией нынешнего Таджикистана и Средней Азии населённого таджикским населением, русский язык и русские имена не повлияли на появление новых имён русского или славянского происхождения среди местного населения, в том числе таджикского.

## Таджикские имена из Шахнаме
Анушервон, Ардашер, Афшин, Ашкон, Бахман, Бахор, Бахром, Бежан, Бехруз, Бузургмехр, Зарина, Исфандиёр, Кавус, Каюмарс, Манижа, Навзар, Озод, Ораш, Парвиз, Пари, Рустам, Салм, Ситора, Сиёвуш, Сиёмак, Сомон, Сухроб, Тахмина, Тур, Фаридун, Фарход, Хуршед, Хусрав, Ширин, Эрадж.